# Krueger (brazilská hudební skupina)
Krueger je brazilská thrash/death metalová kapela založená v roce 1987. Mezi její inspirace patřily skupiny Death, Pestilence, Obituary a další.
První demo The Lord of Death vyšlo v roce 1991, debutové studiové album s názvem Turn on to Death  bylo vydáno v roce 2001.

## Diskografie

### Dema
- The Lord of Death (1991)
- Live Barbárie '95 (1995) – live demo obsahující 3 skladby + coververze písní Low Life od Death a Twisted Truth od Pestilence[1]

### Studiová alba
- Turn on to Death (2001)
- Return to Death (2014)

### EP
- Bloody K (2002)

### Split nahrávky
- In Mayhem & Destruction (2003) – split nahrávka s brazilskou kapelou Sanctifier